# Köpenhamns sex rådhus

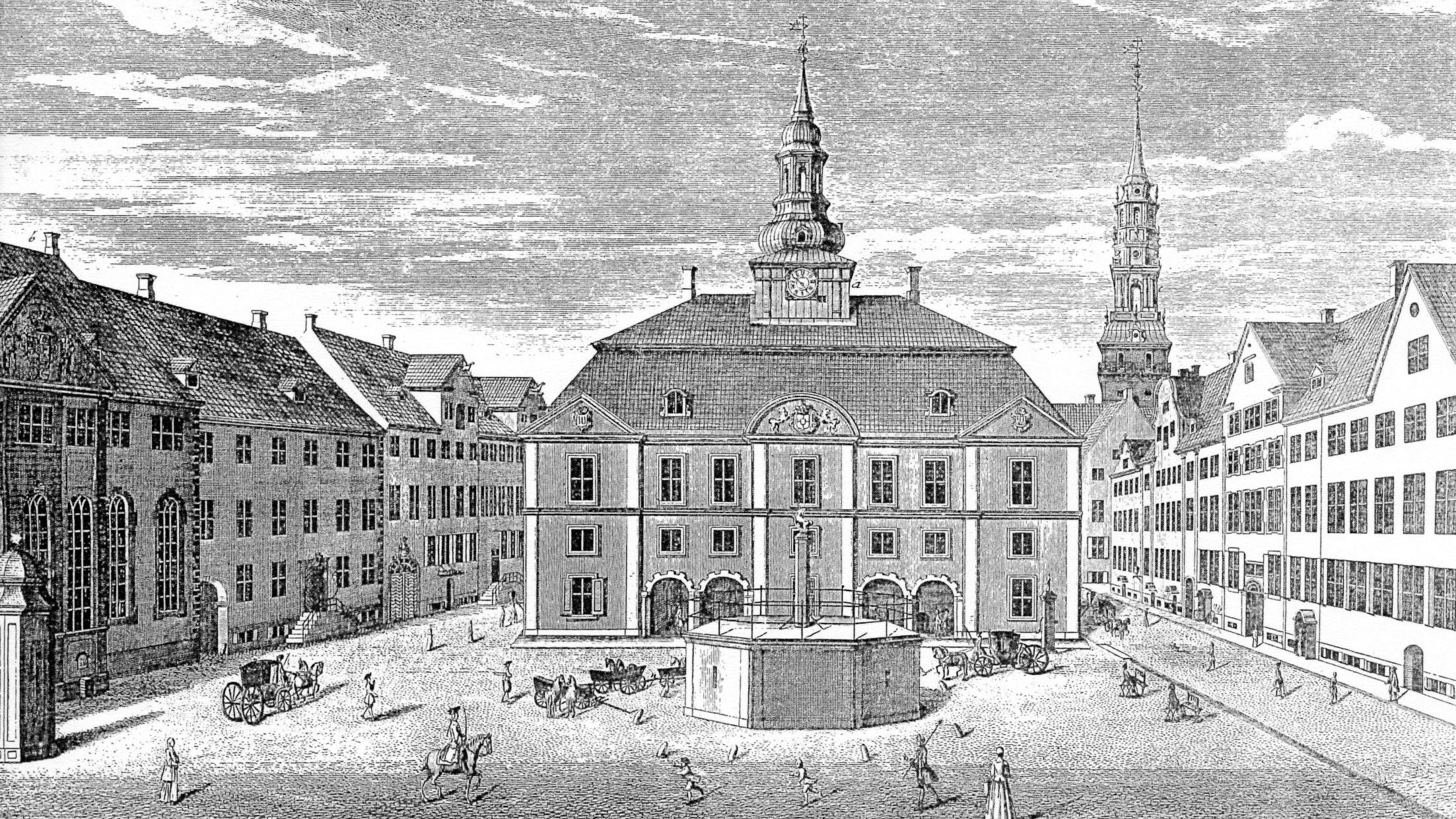
Den södra fasaden på Köpenhamns fjärde rådhus, sett från Nytorv med Vor Frue Kirke i fonden.

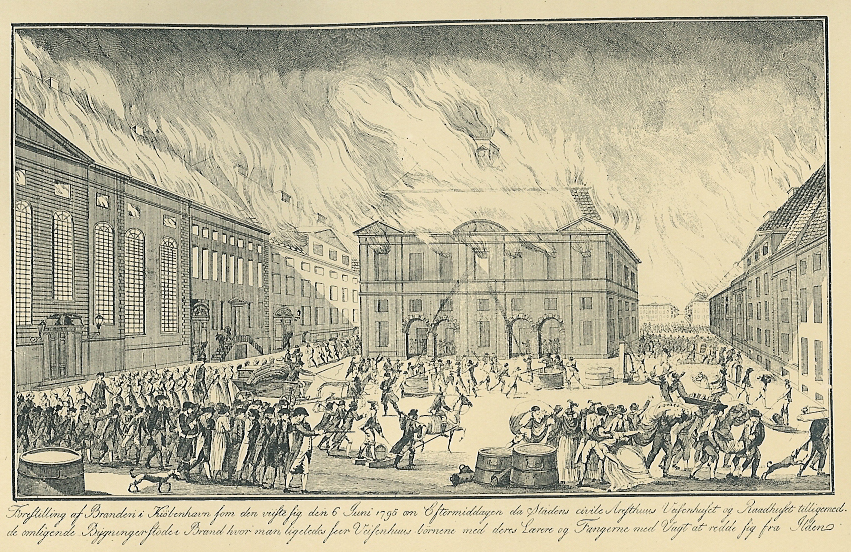
Det fjärde rådhuset i brand, 1795.

Köpenhamns sex rådhus är de olika rådhus som funnits i Köpenhamns stad i Danmark från 1200-talet till nutid.
Köpenhamn har sedan medeltiden haft sex rådhus, varav två, från 1800-talet respektive 1900-talet, fortfarande finns kvar. Fram till och med det femte rådhuset var rådhusen samtidigt säte för Köpenhamns stads kommunala administration och för dess rådhusrätt.

## Första rådhuset
Köpenhamns första rådhus tillkom troligen på 1200-talet. Det är inte känt exakt var det låg, men det var sannolikt vid eller nära Gammeltorv.

## Andra rådhuset
Huvudartikel: Bispegården
Köpenhamns andra rådhus uppfördes på den plats, där Bispegården står idag.55°40′45.2″N 12°34′16.8″Ö / 55.679222°N 12.571333°Ö Det uppfördes omkring 1400 och var en byggnad med fyra byggnadskroppar i gotisk stil. Det övertogs 1479 av det samma år inrättade Köpenhamns universitet. Efter reformationen  övertogs universitets byggnad av den nya protestantiska biskopen över Själlands stift, medan universitetet flyttade in i det gamla biskopspalatset/rådhuset. Byggnaden brann ned i Köpenhamns brand 1728, men återuppbyggdes 1731–1732 på samme ställe i mindre storlek.

## Tredje rådhuset
Det tredje rådhuset uppfördes vid södra sidan av Gammeltorv 1479.55°40′40.2″N 12°34′21.5″Ö / 55.677833°N 12.572639°Ö Den byggdes om i början av 1600-talet under kung Kristian IV till nederländsk renässansstil i samband med att Nytorv anlades. Det brann ned vid Köpenhamns brand 1728.

## Fjärde rådhuset
Det fjärde rådhuset ritades av Johan Conrad Ernst och Johan Cornelius Krieger och uppfördes 1728–1730 i barockstil  på samma plats som det mellan Gammeltorv och Nytorv.55°40′40.2″N 12°34′21.52″Ö / 55.677833°N 12.5726444°Ö Det brann ned vid Köpenhamns brand 1795.

## Femte rådhuset
Huvudartikel: Domhuset
Christian Frederik Hansen fick därefter i uppdrag att rita ett femte rådhus vid sydvästra hörnet av Nytorv, där det Kungliga Barnhemmet ("Det Kongelige Vajsenhus") stått före 1795 års brand. Detta rådhus uppfördes 1805–1810. I och med att platsen för rådhuset flyttades, kunde Gammeltorv och Nytorv förenas till ett och samma torg.
Det femte rådhuset uppfördes vid Nytorv 55°40′38.0″N 12°34′22.61″Ö / 55.677222°N 12.5729472°Ö mellan 1805 och 1815 med Christian Frederik Hansen som arkitekt. Det var ursprungligen både rådhus och domstolslokal och tjänstgjorde som rådhus fram till dess det sjätte rådhuset blev färdigt 1903. 
Seden 1905 har enbart Københavns Byret hållit till i huset. Byggnaden blev byggnadsminne 1951.

## Sjätte rådhuset
Huvudartikel: Köpenhamns rådhus
Det sjätte rådhuset 55°40′31.4″N 12°34′12.5″Ö / 55.675389°N 12.570139°Ö ritades av Martin Nyrop med inspiration från rådhuset i Siena i Italien och uppfördes 1892–1905 vid det tidigare Halmtorvet vid Vester Voldgade, numera Rådhuspladsen.

## Bildgalleri

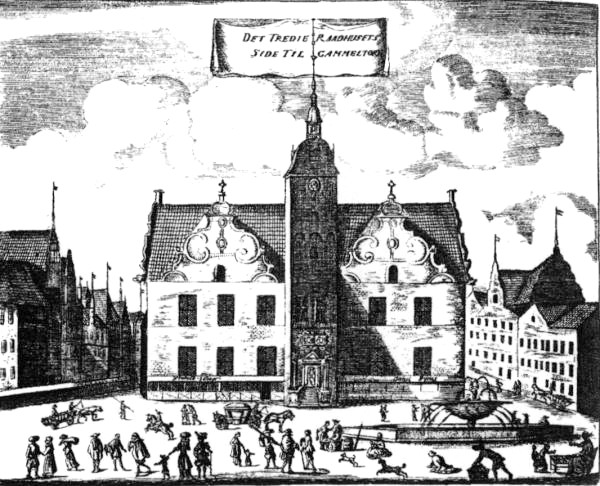
Det tredje rådhuset efter ombyggnad 1610 på en litografi av Peder Hansen Resen (1625–1688)
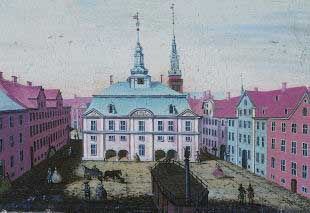
Det fjärde rådhuset, på en målning av Johannes Rach och Heinrich Eegberg, 1747
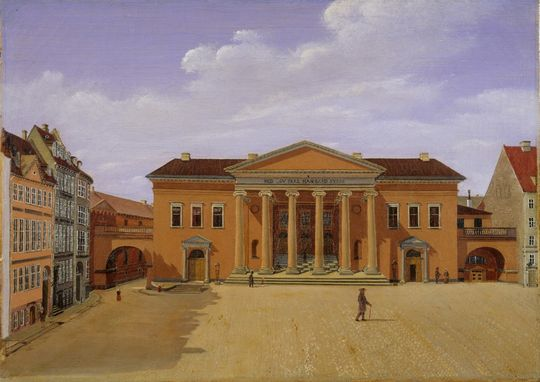
Det femte rådhuset, numera Domhuset, på en målning av Carl Balsgaard, 1850
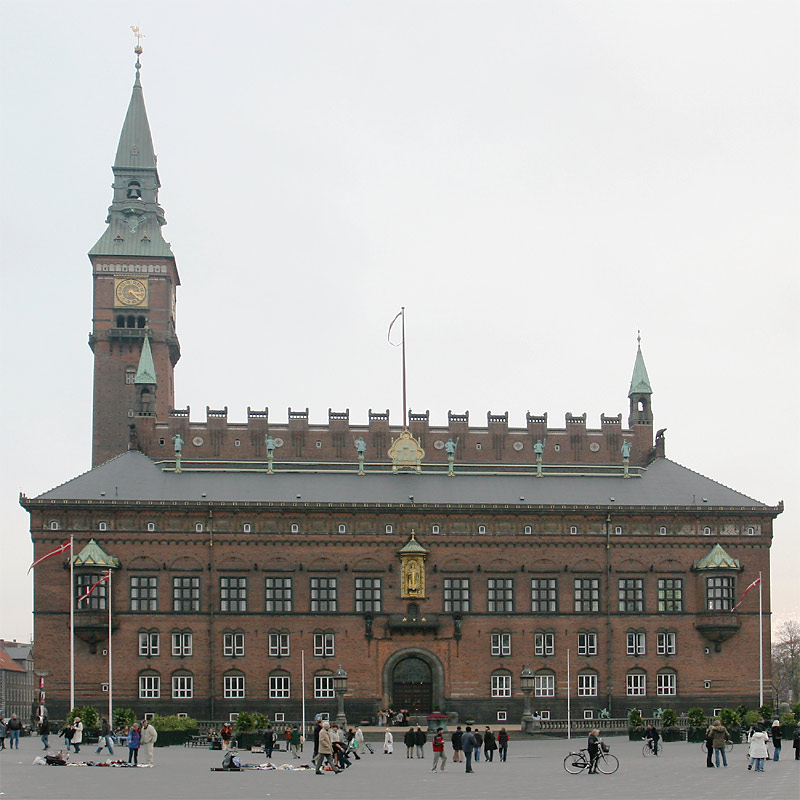
Det sjätte rådhuset